# Toshiya Eto
Toshiya Eto (japonès: 江藤俊哉)  (Toshima, 9 de novembre de 1927 - Tòquio, 22 de gener de 2008) fou un violinista japonès.

## Biografia
Etō Toshiya va néixer el 1927 a Toshima, Tòquio. Va començar classes de violí el 1932. El seu professor era Shinichi Suzuki, i Etō Toshiya va rebre lliçons d'ell fins als 12 anys. Va entrar a l'escola Ikuei Kogei el 1940 i va acabar el 1944. Des de 1943, va prendre lliçons d'Alexander Mogilevsky, que llavors era professor a l'Escola de Música de Tòquio.
Del 1944 al 1948, Etō Toshiya va estudiar música a l'Escola de Música de Tòquio. Quan era estudiant, s'havia incorporat a quartet. Aquest membre del quartet va ser Toshiya Etō (vl), Akeo Watanabe (Vl), Kimiyo Matsuura (Va) i Hideo Saito (Vc), que van liderar l'escena de la música clàssica japonesa en els anys propers. Es va graduar en aquesta escola i després va continuar els seus estudis al Curtis Institute of Music de Filadèlfia amb el gran violinista Efrem Zimbalist. El 1951 va fer la seva primera actuació al Carnegie Hall.
Etō Toshiya va tornar al Japó el 1961 i va continuar la seva actuació artística i la seva docència. Va ensenyar a l'escola de música Toho Gakuen des del 1963 i Akiko Suwanai i Yayoi Toda eren coneguts com els seus estudiants, així com l'estatunidenca Judith Blegen. Va ser membre de l'Acadèmia d'Art del Japó i després es va convertir en cap de l'escola de música Toho Gakuen abans de morir a l'edat de 80 anys el 2008.